# Pionirova plaketa
Pionirove plakete predstavljaju par pozlaćenih aluminijumskih plaketa koje su prikačene na svemirske letelice Pionir 10 (1972) i Pionir 11 (1973) i sadrže piktogramsku poruku u slučaju da Pionir 10 ili 11 presretne neka vanzemaljska civilizacija. Plakete prikazuju obnažene figure muškarca i žene uz nekoliko simbola koji bi trebalo da pruže informacije o poreklu letelice.

## Spoljašnje veze
- Архивирано на веб-сајту  (15. август 2011), članak o Pioniru 10 na sajtu svemirske agencije NASA. (језик: енглески)